# Os Travessos
Os Travessos é um grupo de pagode romântico formado em 1996 por ex integrantes do grupo Muleke Travesso, do antigo grupo restou apenas um integrante, então outros músicos se juntaram a ele, e assim o Muleke Travesso continuou na música com outra formação.
Originalmente o grupo Os Travessos tinha como vocalista Rodriguinho desde 1996. Em 2004 o posto passou a ser ocupado por Fabinho Mello – que até então era tecladista da banda.  Filipe Duarte assume o posto em  2006 e Uan a partir de 2020.
Rodriguinho já chegou a retornar ao grupo e dividir os vocais com Filipe Duarte, porém isso durou pouco.

## História
Os integrantes do grupo fizeram parte anteriormente do grupo infantil Toca do Coelho, e posteriormente em 1992 fizeram parte do Muleke Travesso. O grupo, de cara, emplacou sucessos como, "Você Em Mim", "Meu Bem Querer" e "Não Chores Mais". No ano de 1996, cinco dos integrantes do Muleke Travesso saíram da banda para formar o grupo Os Travessos. No ano seguinte, lançaram o álbum Nossa Dança, pela gravadora Atração.
Receberam o disco de ouro e o de platina. A canção "Quando a Gente Ama" tornou-se um hit nacional, recebendo o prêmio Crowley Best, como uma das mais executadas em todo território nacional.
A carreira promissora gerou uma concorrência entre as principais gravadoras do país. Em dezembro de 1999, assinaram com a Warner Music Brasil e em fevereiro de 2000 lançaram o CD Os Travessos 2. "To Te Filmando (Sorria)" se manteve como a música mais tocada por cinco meses.
Ainda com este trabalho, conquistaram mais um disco de platina e o prêmio VMB 2000, da MTV, como melhor videoclipe de pagode com a música "Meu Querubim". Tornaram-se unanimidade nos meios de comunicação, marcando presença nos principais programas da televisão brasileira. A média de show passou a ser de 20 espetáculos por mês, sempre batendo recordes de público por onde passavam. Foram convidados por Xuxa para participarem do filme Xuxa Popstar, sucesso de público e uma das maiores bilheterias do cinema nacional.[carece de fontes?]
No ano de 2001, foi lançado o terceiro CD, Adivinha, que rendeu ao grupo mais um disco de platina. O CD veio recheado de novidades e com Rodriguinho dividindo o vocal com Fabinho na música "Vou Te Procurar", música que também se tornou um hit nacional, permanecendo no ranking das mais executadas por vários meses, além de render ao grupo sua primeira viagem internacional.
No ano de 2004, com a maturidade conquistada, gravaram CD e DVD ao vivo, que renderam ao grupo disco de ouro. No fim deste ano, Rodriguinho deixa o grupo para a carreira solo e Fabinho assumiu os vocais do grupo, que em 2005 lançou o CD Pura Mágica, título da música de trabalho que estourou no Brasil inteiro. Novamente, a produção deste CD foi de Fabinho. O álbum foi lançado pela gravadora Da Massa Records, que veio com uma nova proposta, já que seus proprietários, Alexandre Pires e Netinho de Paula, entenderam realmente das necessidades do artista para poder desenvolver seu trabalho.
No início de 2006, Fabinho Mello deixou o grupo, sendo substituído por Filipe Duarte, ex-integrante do grupo Br'oz. Em abril de 2007, Fabinho morreu aos 26 anos vítima de parada cardíaca.
No final de 2008, o grupo lançou quatro músicas novas no seu MySpace, que iriam para o seu CD seguinte, que seria lançado possivelmente em 2010.
Em 2011, o grupo seguiu em frente recheado de novidades. Uma delas foi a música "Dividido", que fez muito sucesso na Região Sul do país. Nesse período, o grupo seguiu fazendo shows, além de lançar de 2012 para 2013 o DVD Ao Vivo em Pelotas. Esse álbum foi gravado no dia 06/09/2012, em Pelotas, no Rio Grande do Sul, com novas roupagens em antigos sucessos do grupo e o lançamento de novas musicas como "Quem Não Quer Sou Eu", "Escondido", "Um Passo de Cada Vez", "Já Chega" e "Tudo Pode Melhorar".
Em 2014, após dez anos, Rodriguinho voltou ao grupo Os Travessos para a comemoração de 20 anos do conjunto. No mesmo ano, foi lançado o álbum Tarde ou Cedo, pela Sony Music. O primeiro sucesso do álbum foi "Sonhos e Planos (Sou Eu)", que foi uma música bem tocada pelas rádios do Brasil e em seguida teve a música "Tarde ou Cedo", que quando começou a se tocada, ficou no TOP 10 no Brasil inteiro. Em pouco tempo, gravaram o DVD Os Travessos #OTVS 20 Anos, gravado ao vivo no dia 22 de novembro de 2014 no Pepsi On Stage, em Porto Alegre, com vários relançamentos de músicas do grupo e as músicas inéditas "A Troco De Nada", "Vacilo" e "Sabe Me Provocar". A produção e direção foram do integrante Rodriguinho, e teve participações de Ludmilla, Ah! Mr. Dan e Eder Miguel.
Em abril de 2016, após o lançamento do CD "Controle do Jogo", Rodriguinho deixou novamente Os Travessos e Filipe retomou os vocais. Desde então o grupo lançou mais dois EPs - "OTVS" (2018) e "OTVS - Live" (2019).
Em outubro de 2020, o cantor Filipe Duarte anuncia sua saída de Os Travessos após quase 15 anos como vocalista para seguir carreira solo, sendo substituído pelo músico Uan, primo do ex-vocalista Rodriguinho.

## Integrantes

### Formação atual
- Uan (2020–presente) - vocal
- Chorão (1996–presente) - percussão
- Rodrigo (1996–presente) - percussão
- Edimilson (1996–presente) - baixo

### Ex-integrantes
- Rodriguinho (1996–2004; 2015–2016) - vocal
- Filipe Duarte (2006–2020) - vocal, violão
- Fabinho Mello (1996–2006) - teclado e vocal (apenas 2004–2006)
- Luiz (1999–2006) - backing vocal
- Élcio Alvarez (1999–2006) - backing vocal
- Alexandre Aposan (1999–2006) - bateria
- Raffa Moreira (2010) - violão[9]

## Discografia

### Álbuns
| Álbuns | Álbuns                     | Álbuns              | Álbuns |
| Ano    | Título                     | Gravadora           |        |
| ------ | -------------------------- | ------------------- | ------ |
| 1997   | Nossa Dança                | Atração Fonográfica |        |
| 2000   | Os Travessos 2             | Warner Music        |        |
| 2000   | Declarações                | Warner Music        |        |
| 2001   | Adivinha                   | Warner Music        |        |
| 2002   | Os Travessos 4             | Warner Music        |        |
| 2002   | Perfil                     | Som Livre           |        |
| 2003   | Dito e Feito               | Warner Music        |        |
| 2004   | Os Travessos - Ao vivo     | Warner Music        |        |
| 2005   | Pura Mágica                | Da Massa Records    |        |
| 2007   | Frente A Frente            |                     |        |
| 2009   | Os Travessos 2009          |                     |        |
| 2011   | Até Ver Você               | F-UNIT Music        |        |
| 2013   | Ao Vivo em Pelotas         | Dias Shows          |        |
| 2014   | Tarde Ou Cedo              | Sony Music          |        |
| 2015   | Os Travessos #OTVS 20 Anos | Sony Music          |        |
| 2016   | Controle do Jogo           | Radar Records       |        |
| 2018   | OTVS (EP)                  | Nescau Produções    |        |
| 2021   | Sorria 25 Anos             | Sony Music          |        |

### Singles
| Álbum                      | Canção                     |
| -------------------------- | -------------------------- |
| Nossa Dança                | "Quando a Gente Ama"       |
| Nossa Dança                | "Maravilha Te Amar"        |
| Nossa Dança                | "Tu Mandas No Meu Coração" |
| Os Travessos 2             | "Shopping Center"          |
| Os Travessos 2             | "Tô Te Filmando(Sorria)"   |
| Os Travessos 2             | "Meu Querubim"             |
| Os Travessos 2             | "Um Dia Pra Nós Dois"      |
| Os Travessos 2             | "Loucura"                  |
| Adivinha                   |                            |
| "Vou Te Procurar"          |                            |
| "Adivinha"                 |                            |
| Os Travessos 4             |                            |
| "Inconsequente"            |                            |
| "Distância"                |                            |
| "Quer Me Machucar"         |                            |
| Dito e Feito               |                            |
| "Alô"                      |                            |
| "Bye, Bye"                 |                            |
| Os Travessos Ao Vivo       |                            |
| "Não Se Sinta Só"          |                            |
| "Na Novela"                |                            |
| Pura Mágica                |                            |
| "Pura Mágica"              |                            |
| "Longe Daqui"              |                            |
| Frente a Frente            |                            |
| "Te Liguei"                |                            |
| "Vou Te levar"             |                            |
| Os Travessos 2009          |                            |
| "Você Não Quis Me Ouvir"   |                            |
| "Para"                     |                            |
| Até Ver Você               |                            |
| "Dividido"                 |                            |
| "Até Ver Você"             |                            |
| Ao Vivo em Pelotas         |                            |
| "Pegando Fogo"             |                            |
| Tarde ou Cedo              | "Sonhos e Planos (Sou Eu)" |
| Tarde ou Cedo              | "Tarde ou Cedo"            |
| Os Travessos #OTVS 20 Anos | "A Troco de Nada"          |
| Controle do Jogo           | "Controle do Jogo"         |
| OTVS                       | "Jogou Pesado"             |
| OTVS                       | "Só Amigos"                |
| OTVS                       | "Para Que Tá Feio'         |

## Videografia
Estes são os videoclipes de Os Travessos:
- "Meu Querubim" (2000)
- "Um Dia Pra Nós Dois" (2000)
- "Vou Te Procurar" (2001)
- "Distância" (2002)
- "Quer Me Machucar" (2002)
- "Alô" (2003)
- "Sonhos & Planos (Sou Eu)" (2014)

## Prêmios
- Disco de ouro e Platina com o álbum Nossa Dança
- Disco de Ouro e Multiplatina com o álbum Os Travessos 2
- Prêmio VMB 2000 da MTV pelo Melhor Vídeo Clip de Pagode com a música "Meu Querubim"
- Disco de Ouro e Platina Com o álbum Adivinha